# H-Y抗原
H-Y抗原（英語：H-Y antigen）是一些雄性特异性抗原。H-Y抗原最早是在皮肤移植实验中发现，将雄性皮肤移植给同种雌性时会发生排斥，而移植给雄性不会，因而得名。H-Y抗原既包括常染色体上的抗穆氏管荷爾蒙（AMH）等，也包括性染色体上的基因座。
很长一段时间，人们认为Y染色体上的H-Y抗原（后被命名为KDM5D）是决定雄性睾丸形成的“睾丸决定因子”（Testis-determining factor，TDF），但后来证明不是，SRY基因才是。